# San Judas Tadeo
San Judas Tadeo est l'une des vingt-neuf municipalités de l'État de Táchira au Venezuela. Son chef-lieu est Umuquena. En 2011, la population s'élève à 7 649 habitants.

## Géographie

### Subdivisions
Selon l'Institut national de statistique et contrairement à la plupart des municipalités du pays, la municipalité de San Judas Tadeo ne comporte aucune paroisse civile.